# Лінден (Індіана)
Лінден (англ. Linden) — місто (англ. town) в США, в окрузі Монтгомері штату Індіана. Населення — 711 особа (2020).

## Географія
Лінден розташований за координатами 40°11′20″ пн. ш. 86°54′10″ зх. д. / 40.18889° пн. ш. 86.90278° зх. д. (40.188962, -86.902817).  За даними Бюро перепису населення США в 2010 році місто мало площу 1,08 км², уся площа — суходіл.

## Демографія
Згідно з переписом 2010 року, у місті мешкало 759 осіб у 301 домогосподарстві у складі 202 родин. Густота населення становила 701 особа/км².  Було 329 помешкань (304/км²).
Расовий склад населення:
| - 97,1 % — білих - 0,9 % — корінних американців - 0,5 % — чорних або афроамериканців |

До двох чи більше рас належало 1,3 %. Частка іспаномовних становила 1,7 % від усіх жителів.
За віковим діапазоном населення розподілялося таким чином: 29,2 % — особи молодші 18 років, 58,2 % — особи у віці 18—64 років, 12,6 % — особи у віці 65 років та старші. Медіана віку мешканця становила 34,0 року. На 100 осіб жіночої статі у місті припадало 104,0 чоловіків;  на 100 жінок у віці від 18 років та старших — 93,2 чоловіків також старших 18 років.
Середній дохід на одне домашнє господарство  становив 51 303 долари США (медіана — 46 250), а середній дохід на одну сім'ю — 61 432 долари (медіана — 64 821). За межею бідності перебувало 15,2 % осіб, у тому числі 17,2 % дітей у віці до 18 років та 6,0 % осіб у віці 65 років та старших.
Цивільне працевлаштоване населення становило 320 осіб. Основні галузі зайнятості: виробництво — 29,1 %, освіта, охорона здоров'я та соціальна допомога — 22,2 %, роздрібна торгівля — 14,7 %, мистецтво, розваги та відпочинок — 10,9 %.